# Parajelenségek
A 
Parajelenségek (eredeti cím: Paranormal Activity) 2007-ben bemutatott amerikai természetfeletti horrorfilm, melynek rendezője, forgatókönyvírója, producere, operatőre és vágója is Oren Peli volt.
A film középpontjában egy fiatal pár áll (Katie Featherston és Micah Sloat alakításában), akik új otthonukban paranormális jelenségeket észlelnek. Kamerát állítanak fel, hogy dokumentálják az esetet, ezáltal a film is egy amatőr filmfelvétel stílusát követi.
Az Amerikai Egyesült Államokban eredetileg 2007-ben mutatták be a Screamfest filmfesztiválon, mint független filmet. A Paramount Pictures megvásárolta és anyagi ráfordítással módosította a művet, ezután 2009. szeptember 25-én korlátozott számú moziban, majd október 16-án széles körben forgalomba hozták. A költségvetéséhez képest a film kimagasló, világszerte 193 millió dolláros bevételt termelt.
A sikeres első részt számos folytatás követte.

## Cselekmény
2006-ban a San Diego-i házaspár, Katie és Micah kockázattal néz szembe egy démon miatt, amely Katie-t gyerekkora óta kísérti, és amely Dr. Fredrichs médium szerint negatív energiából táplálkozik, és szándékosan kínozza őt. Micah egy kamerával rögzíti az esetleges kísérteties tevékenységet, és szembemegy Prabhat tanácsával, hogy ne kezelje a helyzetet démonológus nélkül. A kamera számos furcsa jelenséget rögzít a hálószobában az éjszakák során; ezek kezdetben csak zajok, villódzó fények és a hálószobaajtó mozgása, majd ajtócsapkodássá, hangos puffanásokká, démoni morgásokká és sikolyokká fokozódnak. Katie az egyik éjszaka mintha transzba esett volna; felkel, két órán át áll az ágy mellett, és Micah-t bámulja, majd kimegy, és másnap már nem emlékszik semmire.
Micah hazahoz egy Ouija táblát. Amikor a pár elhagyja a házat, a kamera rögzíti, amint egy láthatatlan erő mozgatja a tábla mutatóját, hogy egy ismeretlen üzenetet formáljon a felületén, ezután spontán kigyullad. Katie-t egyre jobban felbosszantja Micah tette, és követeli, hogy hagyja abba, de a férfi nem hajlandó. A pár egy másik éjszaka lábnyomokat talál a Micah által a folyosóra és a hálószoba ajtaja elé szórt babaporra. Az út a padlásra egy megégett fényképhez vezet, amely a fiatal Katie-t ábrázolja, és amelyről korábban azt hitték, hogy teljesen megsemmisült egy lakástűzben. A külső beavatkozás ekkor már nem lehetséges, mivel az egyetlen elérhető démonológus nincs az országban, és Dr. Fredrichs attól tart, hogy a démont még jobban feldühíti. Aznap éjjel Katie-t egy láthatatlan erő rántja ki a hálószobából. Micah másnap reggel harapásnyomot fedez fel barátnője hátán, ami arra ösztönzi, hogy elhagyja a házat, de Katie hirtelen ragaszkodik a maradáshoz.
A huszonegyedik éjszakán Katie ismét kikászálódik az ágyból, és két órán át bámulja Micah-t, mielőtt lemegy a földszintre. Katie Micah után kiabál, aki gyorsan a segítségére siet. Utána Micah ordibál a fájdalomtól. Egy pillanatnyi csend után Micah testét hevesen a kamerához vágják, amely leesik az állványról, és láthatóvá válik a démoni Katie, aki véres inggel áll az ajtóban. Micah testéhez kúszik, majd vigyorogva néz fel a kamerába. Ahogy a kamera felé veti magát, az arca démoni külsőt ölt, amint a jelenet elsötétül, és újabb morgás hallatszik.
Micah holttestét 2006. október 11-én találta meg a rendőrség, Katie-t pedig nem találták meg.

## Szereplők
| Színész           | Szerep               | Magyar hang   |
| ----------------- | -------------------- | ------------- |
| Katie Featherston | Katie                | Solecki Janka |
| Micah Sloat       | Micah                | Varga Gábor   |
| Mark Fredrichs    | Dr. Fredrichs médium | Forgács Gábor |
| Amber Armstrong   | Amber                | Mezei Kitty   |
| Ashley Palmer     | Diane                |               |

## Folytatások
- Újabb parajelenségek (2010)
- Parajelenségek 3. (2011)
- Parajelenségek 4. (2012)
- Parajelenségek: A megjelöltek (2014)
- Parajelenségek: Szellemdimenzió (2015)
- Paranormal Activity: Next of Kin (2021)

## Fordítás
Ez a szócikk részben vagy egészben  a   Paranormal Activity című angol Wikipédia-szócikk fordításán alapul.  Az eredeti cikk szerkesztőit annak laptörténete sorolja fel. Ez a jelzés csupán a megfogalmazás eredetét és a szerzői jogokat jelzi, nem szolgál a cikkben szereplő információk forrásmegjelöléseként.